# Bierbad

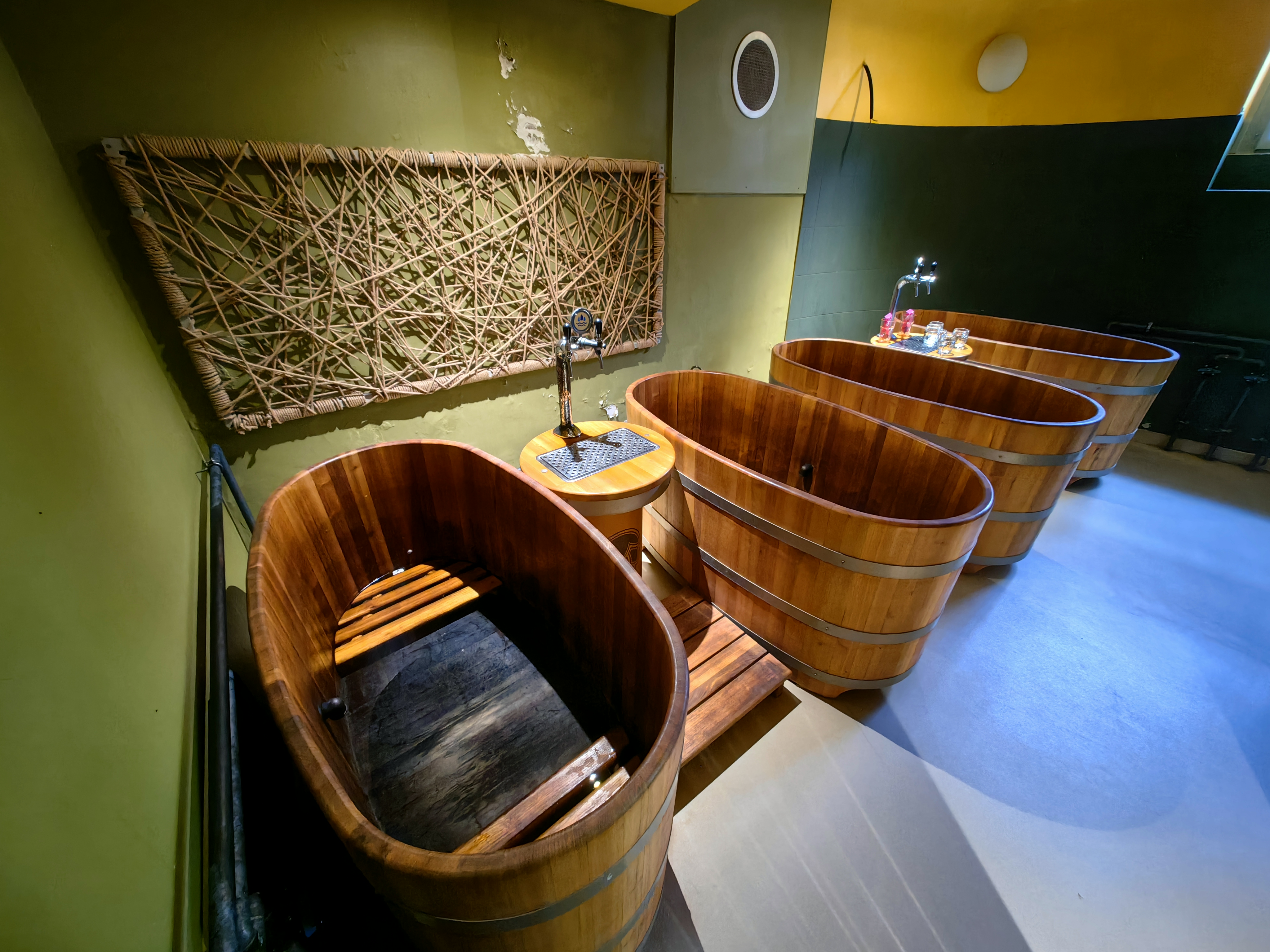
Een bier spa in Boedapest

Het bierbad of bierspa geniet onder andere bekendheid in de Tsjechische regio Pilsen. Al in de middeleeuwen werd het bad genomen om ziektes te voorkomen. Bier is rijk aan vitamine B en zou goed voor de huid zijn. Deze wordt er zacht en soepel van. Haar gaat er mooi van glanzen. De koolzuur werkt versnellend op de bloedsomloop terwijl het de bloeddruk verlaagt. Hierdoor kan bij sommige mensen enige duizeligheid ontstaan.
Het bierbad is ongeveer 35 graden Celsius. Na het bad kan men rusten op een bed van stro hetgeen een licht broei-effect teweegbrengt.
Op het slot Starkenberg, in het Oostenrijkse Tarrenz, heeft men een aantal bierzwembaden. Deze zijn aangelegd in open gistreservoirs met nog een laagje gist op de bodem.
Het Duitse Klosterbrauerei in Neuzelle maakt speciaal wellnessbier voor thuisgebruik. Sinds 1997 kan men in het plaatselijke hotel ook een bierbad nemen.